# William Saroyan
William Saroyan (n. 31 august 1908, Fresno, California, SUA – d. 18 mai 1981, Fresno, California, SUA) a fost un scriitor american de povestiri, romancier și dramaturg.

## Lucrări

### Piese de teatru
- The Time of Your Life (1939) – a câștigat Premiul Pulitzer
- My Heart's in the Highlands (Inima mea este pe înălțimi, 1939)
- Elmer and Lily (1939)
- Three plays - Trei piese (1940):

- My heart’s in the Highlands
- The time of your life
- Love’s old sweet song

- The Agony of Little Nations (1940)
- Subway Circus (1940)
- Hello Out There (1941)
- Across the Board on Tomorrow Morning (1941)
- The Beautiful People (1941)
- Bad Men in the West (1942)
- Talking to You (1942)
- Coming Through the Rye (1942)
- Don't Go Away Mad (1947)
- Jim Dandy (1947)
- The Slaughter of the Innocents (1952)
- The Oyster and the Pearl (Stridia și perla,  1953)
- The Stolen Secret (1954)
- A Midsummer Daydream (Television Play) (1955)
- The Cave Dwellers (1958)
- Sam, The Highest Jumper Of Them All, or the London Comedy (1960)
- Hanging around the Wabash (1961)
- The Dogs, or the Paris Comedy (1969)
- Armenian (1971)
- Assassinations (1974)
- Tales from the Vienna Streets (1980)
- An Armenian Trilogy (1986)
- The Parsley Garden (1992)

### Cărți
- The Daring Young Man on the Flying Trapeze (1935)
- Inhale and Exhale (1936)
- Three Times Three (1936)
- Little Children (1937)
- The Trouble With Tigers (1938)
- Peace, It's Wonderful (1939)
- Love Here Is My Hat (1938)
- My Name Is Aram (1940)
- Razzle-Dazzle (1942)
- The Human Comedy (1943)
- Get Away Old Man (1944)
- Dear Baby (1944)
- The Adventures of Wesley Jackson (1946)
- The Twin Adventures (1950)
- Rock Wagram (1951)
- Tracy's Tiger (1952)
- The Bicycle Rider in Beverly Hills (1952)
- The Laughing Matter (1953)
- Love (1955)
- The Whole Voyald and Other Stories (1956)
- Mama I Love You (1956)
- Papa You're Crazy (1957)
- Here Comes, There Goes, You Know Who (1962)
- Me: A Modern Masters Book for Children (1963), ilustrație de Murray Tinkelman[13]
- Not Dying (1963)
- One Day in the Afternoon of the World (1964)
- Short Drive, Sweet Chariot (1966)
- I Used to Believe I Had Forever, Now I'm Not So Sure (1968)
- The Man with the Heart in the Highlands and other stories (1968)
- Letter from 74 rue Taitbout (1971)
- Places Where I've Done Time (1972)
- Days of Life and Death and Escape to the Moon (1973)
- Sons Come and Go, Mothers Hang In Forever (1976)
- Chance Meetings (1978)
- Obituaries (1979)
- Births (1983)
- My name is Saroyan (1983)
- Madness in the Family (1988)

### Povestiri
- "1,2,3,4,5,6,7,8"
- "An Ornery Kind of Kid"
- "The Filipino and the Drunkard"
- "Gaston" (un necunoscut)
- "The Hummingbird That Lived Through Winter"
- "Knife-Like, Flower-Like, Like Nothing At All in the World" (1942)
- "The Mourner"
- "The Parsley Garden"
- "Resurrection of a Life" (1935)
- The Summer of the Beautiful White Horse (1938)
- "Seventy Thousand Assyrians" Arhivat în 8 ianuarie 2015, la Wayback Machine. (1934)
- "The Shepherd's Daughter"
- "Sweetheart Sweetheart Sweetheart"
- "Third day after Christmas" (1926)
- "Five Ripe Pears" (1935)
- "Pomegranate Trees" (an necunoscut)
- "Seventeen"

## Vezi și
- Listă de dramaturgi americani
- Listă de piese de teatru americane
- Listă de scriitori americani
- Listă de scriitori armeni